# Idelsane
Idelsane (franska: Idelsane (CR), Idelsane (Commune Rurale), arabiska: غسات) är en kommun i Marocko.   Den ligger i provinsen Ouarzazate och regionen Drâa-Tafilalet, i den centrala delen av landet, 300 km söder om huvudstaden Rabat. Antalet invånare är 8 140.